# Égiros (Rhodope)
Égiros, en grec moderne : Αίγειρος, est un village et un ancien dème du district régional de Rhodope en Macédoine-Orientale-et-Thrace, Grèce. En 2010, il est fusionné au sein du dème de Komotiní.
Selon le recensement de 2021, la population de l'ancien dème compte 2 870 habitants tandis que celle du village s'élève à 1 019 habitants.